# LesbenRing
De LesbenRing e.V. is de belangrijkste vereniging voor lesbiennes, lesbische groepen en lesbische organisaties in Duitsland.

## Oprichting
De LesbenRing e.V. werd opgericht op 8 maart 1982, in een tijd dat veel lesbiennes behoefte hadden aan landelijke netwerken voor gezamenlijke vertegenwoordiging van hun lesbisch-feministische belangen en om politieke eisen meer gewicht te geven. De LesbenRing heeft een zetel en stem in de Duitse Vrouwenraad, is toegetreden tot de raad van bestuur van de Federale Stichting Magnus Hirschfeld, en is lid van de International Lesbian and Gay Association (ILGA).

## Doelstelling
Het doel van de LesbenRing is om de lesbische leefstijl openbaar en zichtbaar te maken in de maatschappij. De LesbenRing stimuleert het contact tussen lesbische netwerken en lesbische organisaties. Daarnaast heeft de LesbenRing allianties met andere vrouwenorganisaties. Op de lange termijn streeft de LesbenRing ernaar dat de lesbische leefstijl op gelijke voet komt te staan met andere leefstijlen in de Duitse samenleving. De LesbenRing zet zich in tegen de discriminatie van lesbische vrouwen en bevordert levenswijzen die wederzijds respect, geweldloosheid en democratie aan de basis hebben liggen. De LesbenRing behartigt de belangen van lesbische vrouwen in de politiek en in de samenleving. De organisatie ziet lesbische politiek en lesbische cultuur als een belangrijk onderdeel van iemands leven en ondersteunt de jaarlijkse Lesbische Voorjaarsbijeenkomst (Lesbenfrühlingstreffen).